# Weibersbrunn
Weibersbrunn est une commune allemande de Bavière, située dans l'arrondissement d'Aschaffenbourg et le district de Basse-Franconie.

## Géographie

Situation de Weibersbrunn dans l'arrondissement d'Aschaffenbourg

Weibersbrunn est située au cœur du massif du Spessart, à 17 km d'Aschaffenbourg, à la limite avec l'arrondissement de Main-Spessart. Le point culminant de la commune est de Geiersberg à 586 m d'altitude.
Weibersbrunn est formée du village de Weibersbrunn et du hameau de Rohrbrunner Forst.
Communes limitrophes : Weibersbrunn est environnée de toutes parts par de grandes forêts faisant partie de zones non-incorporées. Seule la commune de Rothenburg lui est contigüe à l'est.

## Histoire

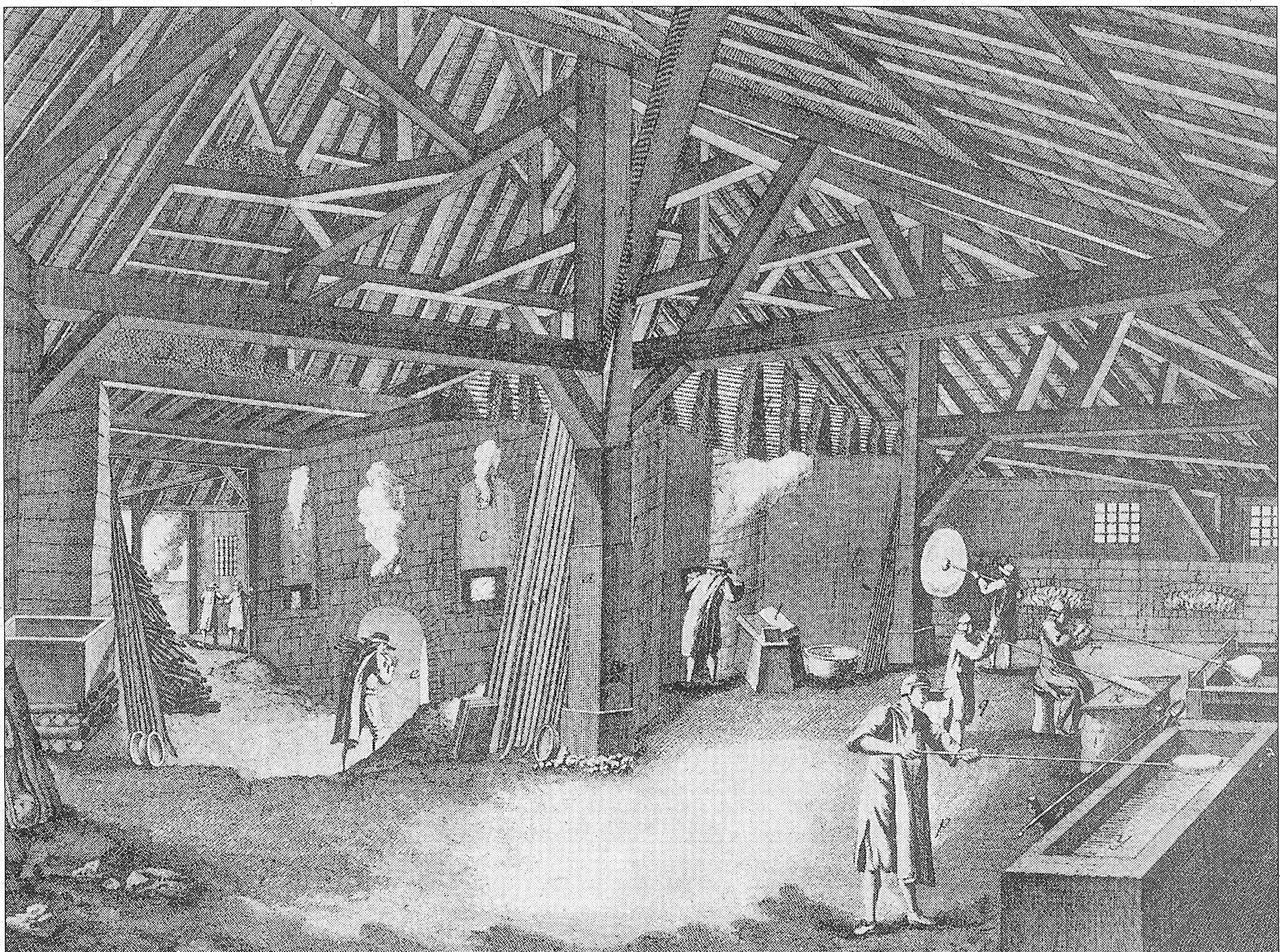
La verrerie de Weibersbrunn

Weibersbrunn a été fondée en 1706 en raison de la création d'une manufacture de miroirs ainsi que d'une verrerie. Cette verrerie, spécialisée dans le soufflage en couronne acquit rapidement une grande renommée et, en 1746, les habitants demandaient la construction d'une église.
En 1803, le village est inclus dans la principauté d'Aschaffenbourg avant d'intégrer le royaume de Bavière en 1814 et d'être érigée en commune en 1818.

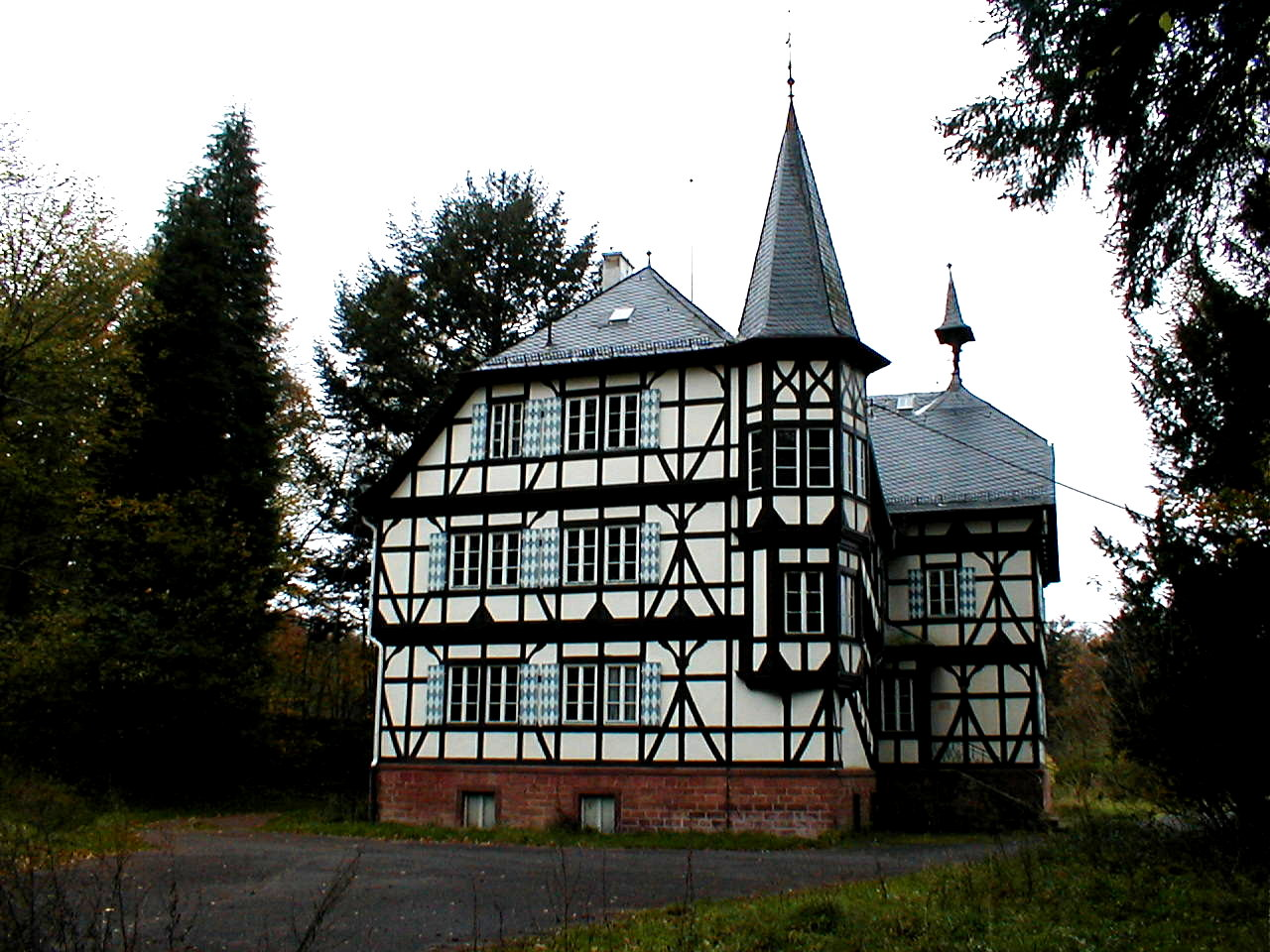
Le Luitpoldhöhe

Rohrbrunn abrite un château de chasse, le Luitpoldhöhe, construit sur l'ordre du prince-régent Léopold de Wittelsbach en 1889 que ce dernier fréquenta beaucoup de 1896 à 1911.

## Démographie
| 1900 | 1910  | 1933  | 1939  | 1970  | 1987  | 2000  | 2003  | 2009  |
| ---- | ----- | ----- | ----- | ----- | ----- | ----- | ----- | ----- |
| 979  | 1 032 | 1 214 | 1 221 | 1 817 | 1 934 | 2 146 | 2 114 | 2 048 |